# Setopagis
Setopagis is een geslacht van vogels uit de familie van de nachtzwaluwen (Caprimulgidae). De wetenschappelijke naam van het geslacht is voor het eerst geldig gepubliceerd in 1912 door Ridgway. Deze soorten worden vaak nog ingedeeld in het geslacht Caprimulgus.

## Soorten
De volgende soorten zijn bij het geslacht ingedeeld:
- Setopagis heterura – Todds nachtzwaluw
- Setopagis maculosa – Cayennenachtzwaluw
- Setopagis parvula – Kleine nachtzwaluw
- Setopagis whitelyi – Roraimanachtzwaluw